# Papado tusculano

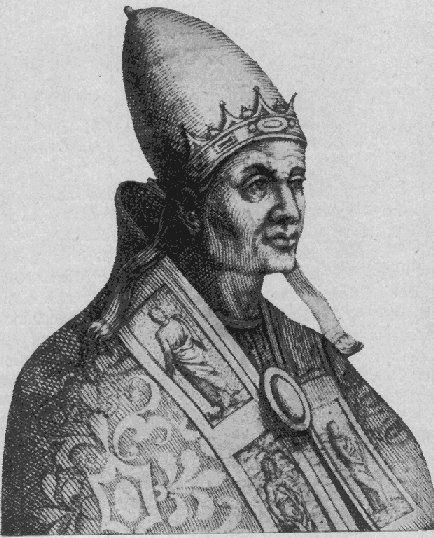
Papa Bento VIII (1012-1024)

O Papado tusculano foi um período da história papal de 1012 a 1048, em que três parentes sucessivos dos condes de Túsculo foram empossados como papas.

## Antecedentes
O conde Teofilato I de Túsculo, sua esposa Teodora e a filha Marozia tiveram grande influência sobre a nomeação de papas de 904 a 964. Os amantes de Teodora e Marozia, assim como o filho e o neto de Marozia, ascenderam ao papado durante este período. No entanto, um conde de Túsculo ainda não havia tentado se nomear papa até 1012. Seus rivais, os Crescentii, assumiram o papado de 974 a 1012.
De acordo com Cushing, "de muitas maneiras, o crescente respeito pela autoridade papal de meados do século X a meados do século XI pode ser melhor visto através do espectro de duas famílias romanas: os Crescentianos e os Tusculanos, cujo controle do papado teria ramificações importantes tanto para o controle quanto para a direção da reforma." Tanto os Crescentii quanto os Condes de Tusculum eram descendentes de Teofilato I, o antigo vestarário papal. Os Crescentii cooperaram com a imperatriz alemã Teófano e Otão III, Sacro Imperador Romano, que residiram em Roma de 999 a 1001.
Os tusculanos não expropriaram propriedades da Igreja para aumentar as já substanciais posses de sua família; na verdade, eles parecem ter gasto seus próprios recursos para aumentar o poder do papado. De acordo com Luscombe e Riley-Smith, "em contraste com os crescentes, que confiaram amplamente no entrincheiramento de sua própria dinastia e seus apoiadores no ducado de Roma como magnatas seculares e proprietários de terras - muitas vezes às custas do poder temporal da Igreja romana - os tusculanos usaram seu poder secular e sucessos para reforçar a posição do papado entre a nobreza romana. A posição de patrício, tão importante para o governo crescente, permaneceu vaga." 
O abade Odilo de Cluny floresceu durante este período, recebendo apoio de Bento VII e João XIX para a imunidade monástica. O poder dos papas tusculanos derivava tanto de suas afirmações de supremacia papal quanto de sua capacidade de equilibrar o poder entre as famílias concorrentes de Roma.
Os Condes de Túsculo estavam centrados em Tuscolo, acima de Frascati, protegidos por uma antiga fortaleza em Borghetto; seus principais mosteiros eram Grottaferrata e Subiaco; eles também controlavam muitas igrejas e casas religiosas em Roma e arredores.

## Consequências
De acordo com John Cowdrey, "o declínio dos Tusculanos e Crescentianos foi, até certo ponto, equilibrado pelo surgimento de novas famílias que forneceriam apoio valioso a Gregório VII e aos papas que o seguiram", incluindo a família Frangipani e a família Pierleoni.

## Legado
O Papado tusculano "moldou outros aspectos da política papal muito além dos reinados dos próprios papas tusculanos". A Chancelaria passou por mudanças importantes e a cláusula filioque foi introduzida. Um sínodo após a coroação de Henrique II em 1014 concordou em adotar o costume franco de recitar o Credo Niceno junto com outras orações na missa aos domingos e outros feriados.